# Francesc Badenes i Dalmau

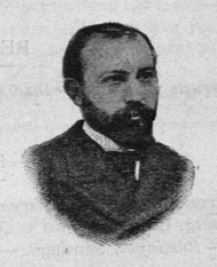
Francesc Badenes i Dalmau im Jahr 1897

Francesc Badenes i Dalmau (* 2. Dezember 1859 in Alberic (Ribera Alta); † 21. Januar 1917 in Valencia) war ein valencianischer Dichter und Schriftsteller. Badenes war als Dichter im ausgehenden 19. Jahrhundert einer der führenden Vertreter der Katalanischen Renaixença in den valencianischen Gebieten.

## Leben und Werk
Badenes gehörte zur Gruppe Lo Rat Penat („Die Fledermaus“), gewissermaßen einem Kulturverein, dessen Hauptziel in der Verbreitung der katalanischen Kultur in den valencianischen Gebieten bestand. Er nahm regelmäßig an den Dichterwettbewerben Els Jocs Florals von Valencia und Barcelona teil. 1898 wurde er Mestre en Gai Saber, Meister der fröhlichen Wissenschaft. Er veröffentlichte unter anderem das umfangreiche Gedicht Mariola und mehrere Sammlungen von kürzeren Gedichten wie Flores de Júcar, Cantos de la Ribera und Veus de naturaleza. Er übersetzte einige lyrische Texte von Jacint Verdaguer wie Sant Francesc, Idyllis und die Cants místics aus der katalanischen in die spanische Sprache.
Die Dichtungen von Badenes verweigern sich, in gewisser Weise sprengen sie sogar die künstlerischen Konventionen der Jocs Florals. Sie zeichnen sich vor allem durch die Vermittlung eines hoch lebendigen Landschaftsgefühles und durch eine sehr kalkulierte Musikalität aus. Badenes interessierte sich auch für philologische Themen und die Folklore seiner valencianischen Heimat. 1899 veröffentlichte er Llegendes i tradicions valencianes (1899, Valenzianische Legenden und Traditionen).